# Tandl
Tandl ist ein Gemeindeteil der Stadt Hilpoltstein im Landkreis Roth (Mittelfranken, Bayern). Tandl liegt in der Gemarkung Lay.

## Lage
Das Dorf liegt am nördlichen Fuß des Hofberges, eines Zeugenberges der Südlichen Frankenalb, 8,7 Kilometer südöstlich von Hilpoltstein.
Die Dorfflur betrug Anfang des 19. Jahrhunderts 175 Hektar.

## Ortsnamensdeutung
Der älteste überlieferte Ortsname enthält die mittelhochdeutschen Wörter „tan“ für Wald/Tannenwald und „tobel“ für Waldtal/Schlucht. Tandl war also ein Ort mit Waldlage. Die Schluchtsituation ist südlich des Ortes am bewaldeten Hofberg noch erkennbar.

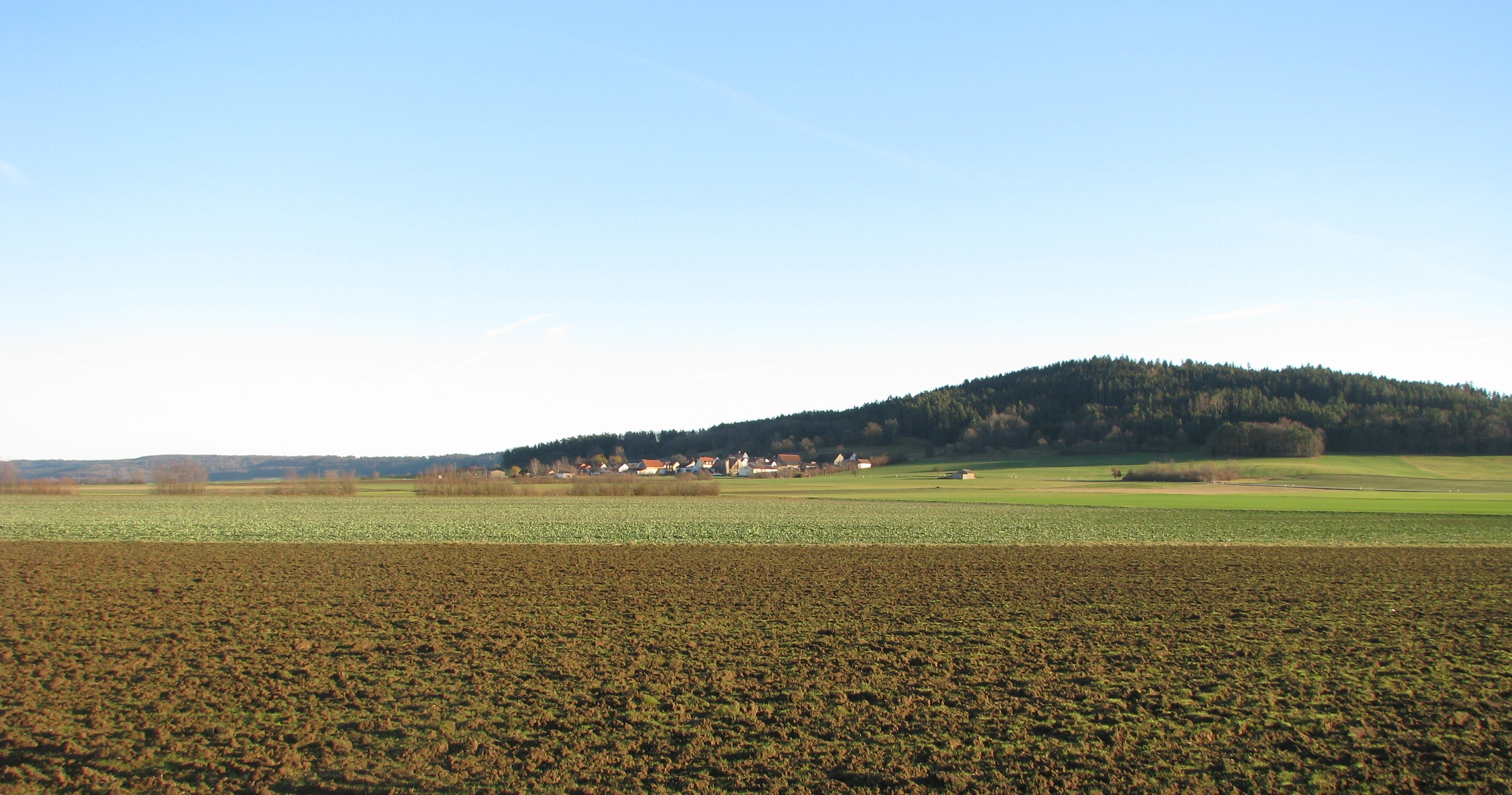
Tandl, eingebettet in die Landschaft

## Geschichte
„Tantobel“ ist erstmals 1067 urkundlich erwähnt.
Das Dorf gehörte zur Herrschaft der Reichsministerialen von (Hilpolt-)Stein. Mit ihrem Aussterben 1385 wurde das Gebiet herzoglich-baierisch.
Nach dem Landshuter Erbfolgekrieg kam das Land um Hilpoltstein und damit auch Tandl 1505 zum neuen Territorium der „Jungen Pfalz“, das Pfalzgraf Ottheinrich erhielt. Hoch verschuldet, verpfändete dieser sein Amt Hilpoltstein 1542 für 36 Jahre an die freie Reichsstadt Nürnberg. Diese ließ 1544 ein Salbuch über das Amt Hilpoltstein anlegen. Darin kommt Tandl zwar nicht vor, wohl aber in der 1604 und damit nach der Pfandeinlösung durch Pfalz-Neuburg angefertigten Vogel’schen Karte. Im Register zur Karte heißt es, dass „Tennl“ zu dieser Zeit aus neun „Herdstätten“, also bewohnten Anwesen bestand, von denen drei zum pfalz-neuburgischen Amt Hilpoltstein gehörten, zwei eichstättisch waren und damit dem hochstiftischen Amt Obermässing unterstanden, eines wolffsteinischer Besitz war und drei der Patrizierfamilie Haller zu Nürnberg gehörten. Außerdem gab es ein „Hiethaus“, also Hüt- oder Hirtenhaus. Gepfarrt war der Ort mit der Reformation ab 1548 bis zur Gegenreformation (1627) mit Weinsfeld in die evangelische Pfarrei „Garsdorf“ (= Jahrsdorf). 1684 bestand das Dorf aus „3 stauferischen, jetzt hilpoltsteinischen Lehen, 2 eichstädtischen nach Obermässing, 3 Nürnberg Thil’schen und 1 Pirbaumer; hohe und niedere Gerichtsbarkeit hatte die Herrschaft Stain.“ 1766 wurde an Stelle einer „uralten“ Kapelle eine neue erbaut, die ihrerseits 1968 einem Sakralneubau wich, der vom Ordinariat Eichstätt nicht zur Abhaltung von Gottesdiensten zugelassen war. Der Ort ist seit altersher in die katholische Pfarrei Weinsfeld gepfarrt.
Gegen Ende des Alten Reiches, um 1800, bestand Tandl nur noch aus acht Höfen, die fünf Grundherrschaften gehörten, drei dem pfalz-neuburgischen, ab 1777 kurbaierischen Kastenamt Hilpoltstein, zwei dem dortigen Rentamt, zwei dem Grafen von Vieregg zu München, einer dem Amt Pyrbaum und einer der Legationsrat-Witwe Justine von Hepp zu Nürnberg. Die hohe Gerichtsbarkeit übte der Pfleger zu Hilpoltstein aus.
Im neuen Königreich Bayern (1806) wurde ein Steuerdistrikt Weinsfeld gebildet, dem auch Tandl zusammen mit Lay angehörte. 1832 wird Tandl als Weiler aus „9 H(äusern), 1 Capelle“ bestehend beschrieben. Um 1875 gingen die Kinder von Tandl in die katholische Schule nach Weinsfeld. Postort war Freystadt, um 1900 Meckenhausen. An Vieh wurden 1875 drei Pferde und 79 Stück Rindvieh gehalten.
Zum 1. Mai 1978 wurde die Gemeinde Lay zusammen mit ihrem Gemeindeteil Tandl im Zuge der Gemeindegebietsreform als letzte in die Stadt Hilpoltstein eingegliedert. In den 1980er Jahren stieg die Zahl der Wohngebäude von zehn auf 17; auch nahm die Einwohnerzahl, die lange Zeit 50 bis 60 betrug, auf circa 80 zu.

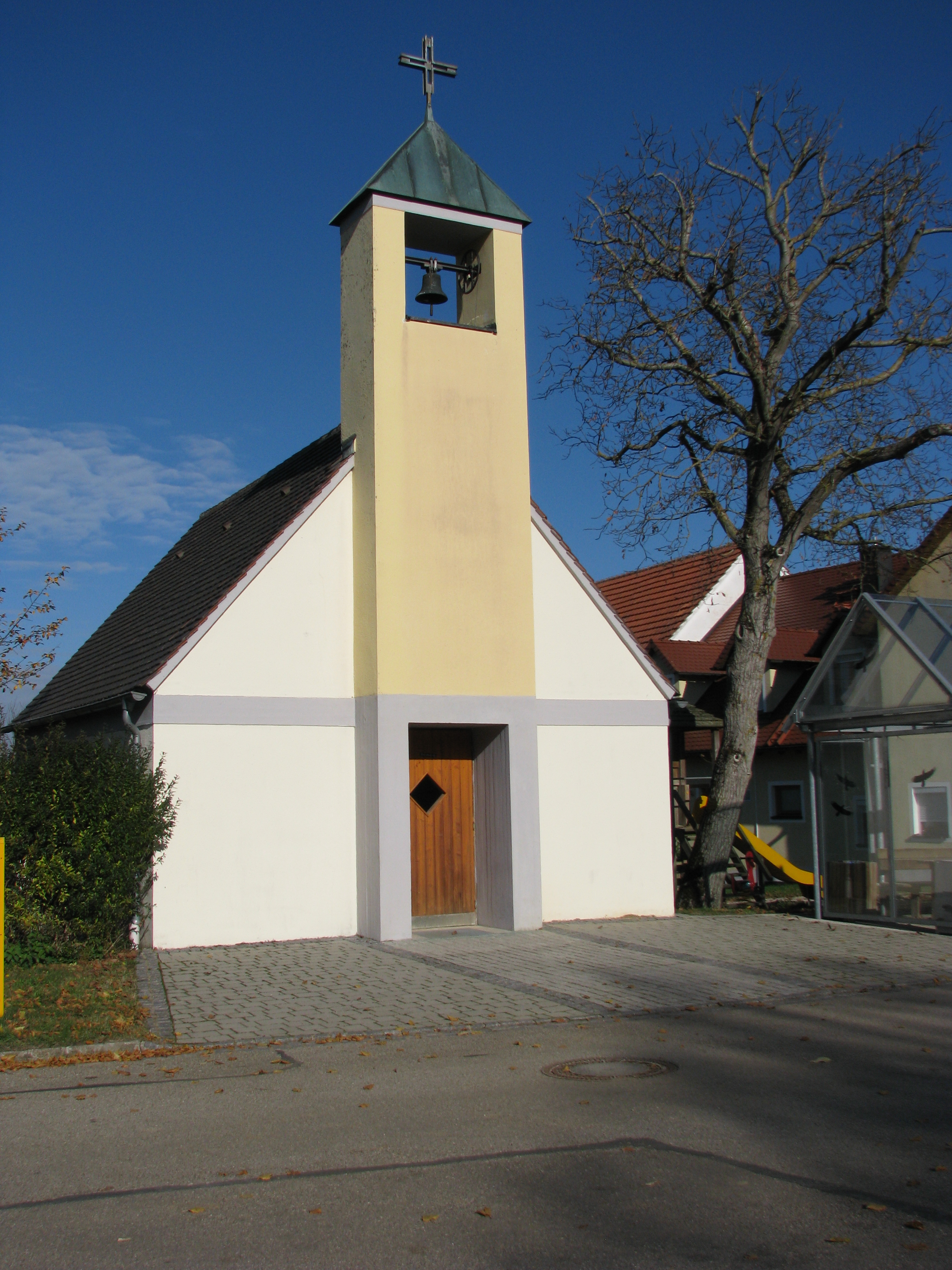
Katholische Ortskapelle

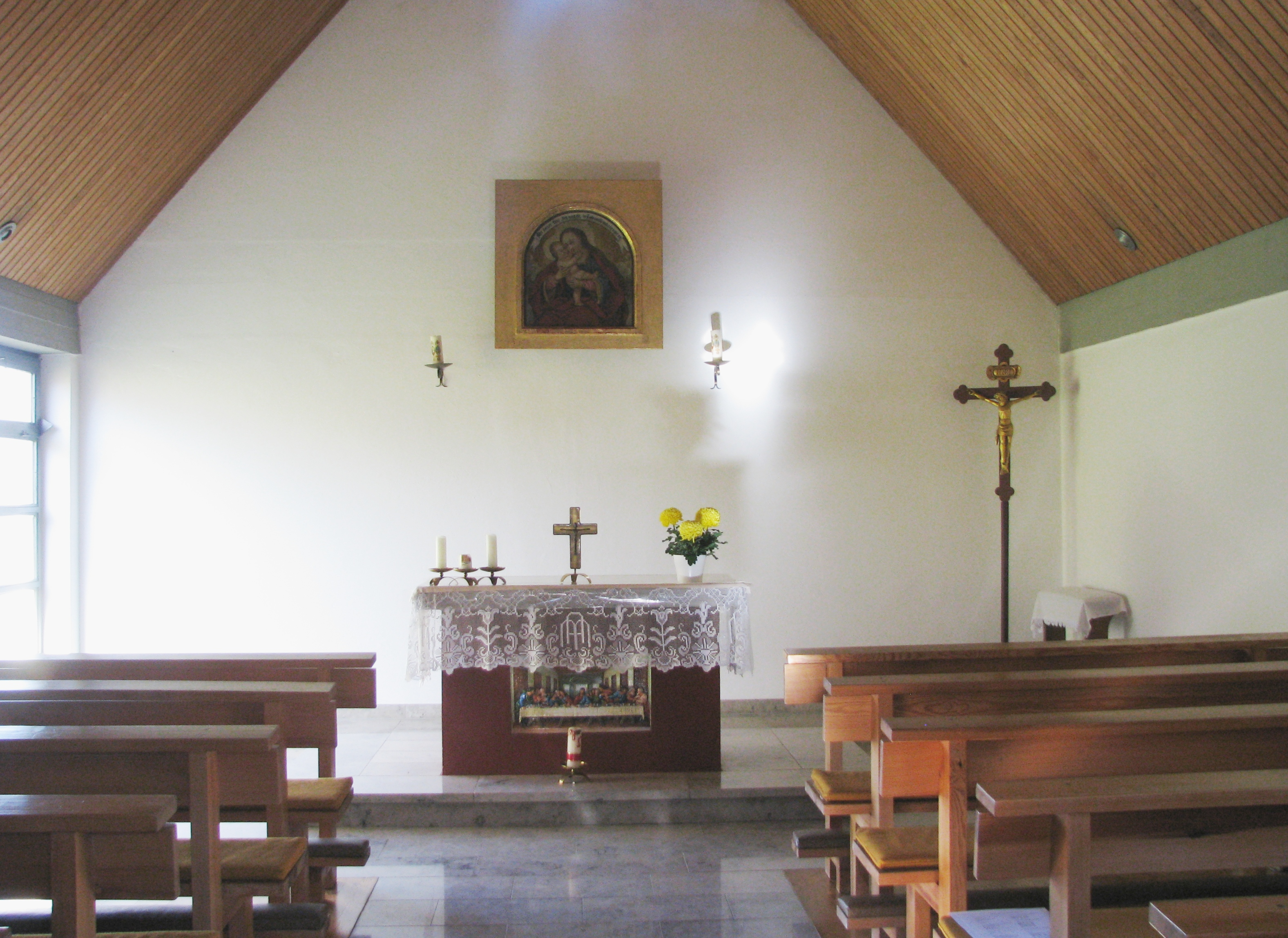
Blick in die Ortskapelle von 1968

### Einwohner
- 1818: 36 (8 „Feuerstellen“ = Anwesen, 10 Familien)[20]
- 1820: 40 (10 Anwesen)[21]
- 1836: 67 (10 Anwesen)[22]
- 1861: 61 (23 Gebäude)[23]
- 1871: 66 (23 Gebäude)[24]
- 1900: 53 (11 Wohngebäude)[25]
- 1937: 52[26]
- 1950: 59 (10 Wohngebäude)[27]
- 1961: 57 (10 Wohngebäude)[28]
- 1970: 52[29]
- 1987: 73 (17 Wohngebäude, 18 Wohnungen)[30]
- 2015: 82[1]

### Katholische Dorfkapelle Mariahilf
Die heutige Dorfkapelle ist ein Bau von 1968 mit Satteldach und Glockentürmchen in der Mitte der Südfassade, durch den man das Sakralgebäude betritt. An der Wand hinter dem Volksaltar hängt ein Marienbild, das einem Gemälde von Lukas Cranach nachempfunden ist. Außerdem befinden sich in der Kapelle eine Anna-Selbdritt-Figur aus dem 18. Jahrhundert und ein barocker Erbärmde-Christus.
Neben der Ausstattung der Kapelle gilt das Bauernhaus Tandl 3 aus dem 18./19. Jahrhundert, ein erdgeschossiger Giebelbau mit seitlichem Zwerchhausausbau, als Baudenkmal.

## Verkehr
Das Dorf liegt etwa einen Kilometer östlich der Autobahn A 9. Gemeindeverbindungsstraßen führen in nordöstlicher Richtung nach Karm, in nordwestlicher Richtung zur Kreisstraße RH 26 zwischen Lay und Weinsfeld und in südöstlicher Richtung nach Hagenbuch und dort zur Kreisstraße RH 28.
Es gibt einen 13 Kilometer langen Panorama-Rundweg, der von Lay ausgeht und über Tandl, Hagenbuch, Häusern und Karm zurück nach Lay führt.

## Vereine
- Freiwillige Feuerwehr Lay-Tandl, gegründet 1889[33]